# Alejandro Aravena
Pour les articles homonymes, voir Aravena.
Alejandro Aravena, né le 22 juin 1967 à Santiago (Chili), est un architecte chilien. Il est le directeur exécutif d'Elemental.
Il a reçu le prix Pritzker en 2016.

## Biographie
Diplômé de l'Université pontificale catholique du Chili en 1992, Alejandro Aravena fonde son cabinet d'architecte en 1994. Il devient professeur à la Harvard Graduate School of Design (2002 - 2005), mais à également enseigné à l'Istituto Universitario di Archittetura di Venezia (2005), à l'Architectural Association of London (1999) ainsi qu'à la London School of Economics.
En 2000, il fonde Elemental Team avec Andrès Iacobelli, ingénieur, et Pablo Allard, architecte. Associé à l’université de Santiago de Chile, c’est à la fois un centre de recherches sur la paupérisation urbaine et une agence d’architectes. La lutte pour une ville équitable, la conception de modèles innovants d’habitat social et la volonté de les inscrire dans une perspective plus large d’« économie urbaine durable » qui caractérisent l’approche d’Elemental sont récompensées par un Global Award for Sustainable architecture en 2008.
En juillet 2015, Aravena a été nommé Directeur de la division Architecture de la Biennale de Venise, en ayant la charge de commissaire d'exposition de la 15e exposition internationale d'architecture 2016.

## Critique
- Le Monde diplomatique : « S'il admet que les inégalités sont l'un des problèmes du continent sud-américain, Aravena propose leur résorption par la ville plutôt que par la redistribution - faire "plus avec moins", selon un de ses slogans. Ce socle idéologique explique l'harmonie de vues entre lui et le jury du Pritzker. A l'image des fondations Gates ou Facebook, ces institutions entendent s'emparer avec leurs propres méthodes de problèmes qui étaient autrefois du ressort de l’État - environnement, santé, pauvreté. Transformer le logement social en champ d'action humanitaire, et le faire ainsi passer du droit à la charité : une vision d'avenir[5]. »

## Réalisations
Réalisations

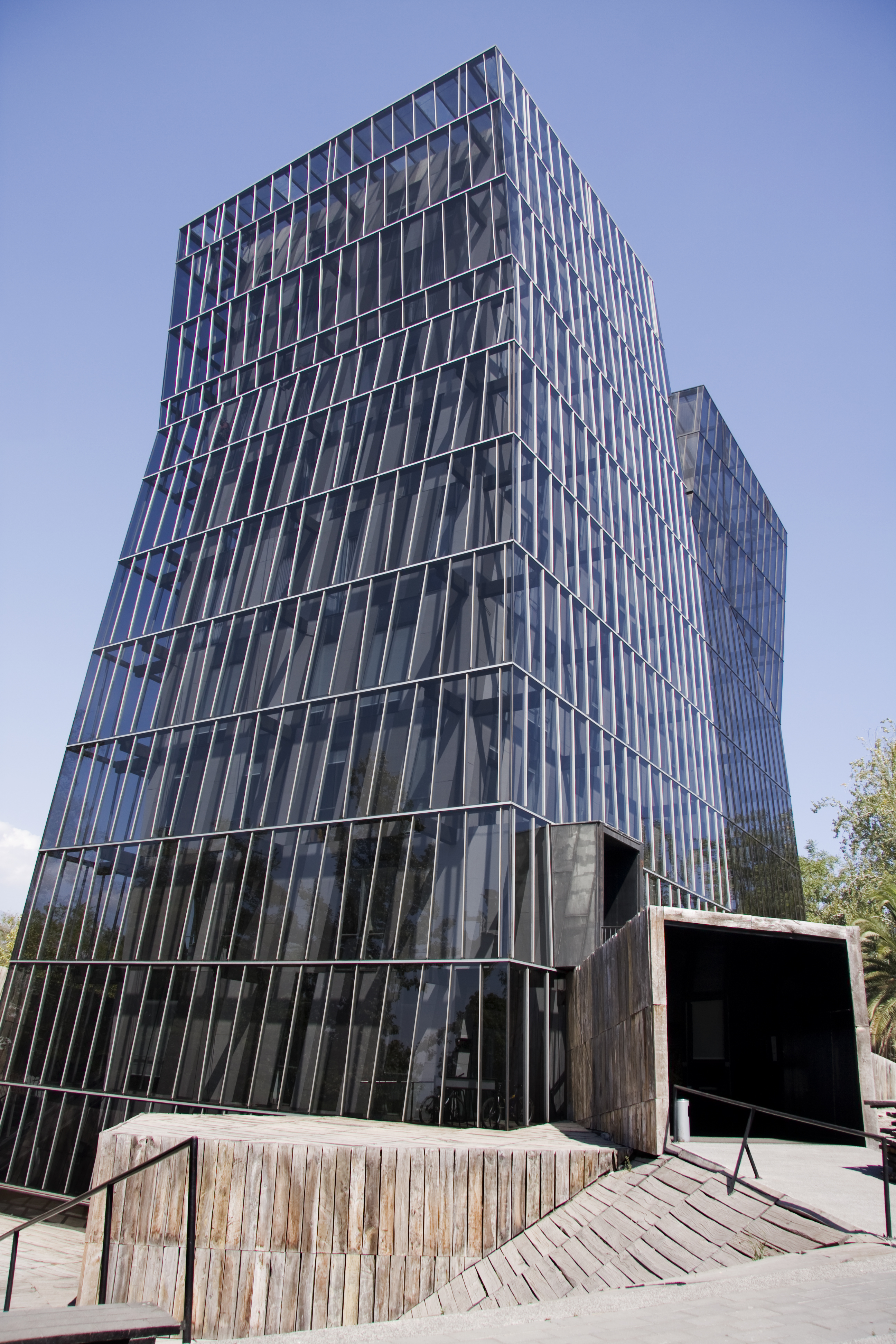
"Les Tours siamoises" à l'Université catholique du Chili.

- 1999 : École de mathématiques, Université catholique du Chili, Santiago.
- 2004 : École de médecine, Université catholique du Chili, Santiago.
- 2005 : "Tours siamoises", campus San Joaquin, Santiago.
- 2008 : Logements collectifs, Renca, Santiago.
- 2008 : Résidence étudiante de l'université St. Edward, Austin, Texas.
- 2010 : Logements à Monterrey, Mexique.
- 2010 : Point de vue de Las Cruces, Jalisco, Mexique.
- 2012 : Jardin du Bicentenaire, à Santiago, dans le cadre du projet Metropolitain promenade.
- 2014 : Centre de recherche et d'innovation Anacleto Angelini, campus San Joaquin, Santiago.
- 2014 : Centre culturel de Constitución, Chili.
- 2015 : L'école Ayelén à Rancagua.
- 2015 : Immeuble Novartis, Shanghai, Chine.

## Récompenses
- 2006 : Médaille d'Architecture Erich Schelling.
- 2008 : Global award for sustainable architecture[7].
- 2016 : Prix Pritzker [1], la plus grande distinction d'architecture. De 2009 à 2015, il était membre du jury[8].